# Amerikai mocsárciprus
Az amerikai mocsárciprus vagy más néven fésűs mocsárciprus, virginiai mocsárciprus (Taxodium distichum) a ciprusfélék családjába tartozó fa. Korábban a Taxodiaceae családba sorolták — ebbe 10 nemzetség tartozott, de majdnem mindegyiket átsorolták a ciprusfélék családjába (a kivétel a Sciadopitys nemzetség, amely a nevét viselő család (Sciadopityaceae) egyetlen nemzetsége).

## Elterjedése
Őshazája Észak-Amerika délkeleti része. Magyarországon díszfának sokfelé ültetik — szép, légzőgyökeres példányait Vácrátóton és Alcsúton is megtalálhatjuk.

## Megjelenése, felépítése
30-40 méteresre növő, fiatalon kúpos koronájú, idős korban terebélyes, vízszintes ágú fa. Törzsének átmérője elérheti a 2 m-t.
Gyökereiből mocsaras, nedves talajon cseppkő alakú légzőgyökér ágak emelkednek ki a talaj fölé. Szép légzőgyökereket csak nedves talajon fejleszt.
Tűlevelei körülbelül 2-3 centiméter hosszúak, puhák, a főhajtáson spirálvonalban állnak, az 5-10 centiméteres rövidhajtásokon fésűszerűen.
Tobozai gömbszerűek, 2-3 centiméter hosszúak.

## Életmódja, termőhelye
Nagyrészt egylaki, de vannak kétlaki egyedek is. Talajban kevéssé válogat, de leginkább a vizet jól lvezető talajokat kedveli, így megél öntözött homoktalajon is, ahol a természetes vegetációval egyébként nem venné fel a versenyt. Mérsékelttől szubtrópusi éghajlatig sikeresen tartható (bár óceáni éghajlaton, ahol a nyár nem elég meleg, nagyon lassan nő és nem érlel termést.)
Az Észak-Amerika délkeleti részén élő, alig néhány lombhullató tűlevelű faj egyike. Világoszöld lombja ősszel sárgába fordul, majd leveleit a rövidhajtásokkal együtt hullatja le. 
Porzós barkái nyár végén jelennek meg, és egész télen a fán csüngenek. A pollenje április-májusban érik. Tobozai egy év alatt érnek be.
Ágain gyakran telepszik meg a zuzmószerű szakállbromélia (Tillandsia spp.).
Európa harmadkori barnaszéntelepei az akkori mocsárcipruserdők hírmondói.

### Hasonló faj
A kínai mamutfenyő (Metasequoia glyptostroboides) kérge sötétebb vörös és puhább, oldalhajtásai és levelei keresztben átellenesen állnak.

## Felhasználása
Díszfaként kedvelt puha, tollszerű hatást keltő lombozata, őszi lombszíne miatt.
Fája a bútor- és általában a faiparban igen keresett, értékes. Szíjácsa keskeny, gesztje világossárgás vagy sárga-vöröses, finom, néha hullámos évgyűrűkkel. Rostjai egyenesek és durvák; fája sávos, gyantás, szagtalan, megfelelően lágy és könnyű, de igen rugalmas, teherbíró és minden körülmények között rendkívül tartós. Részben borítólemezekre vágják, részben úgy használják, mint a magyarországi erdei- és vörösfenyő fáját.

## Galéria

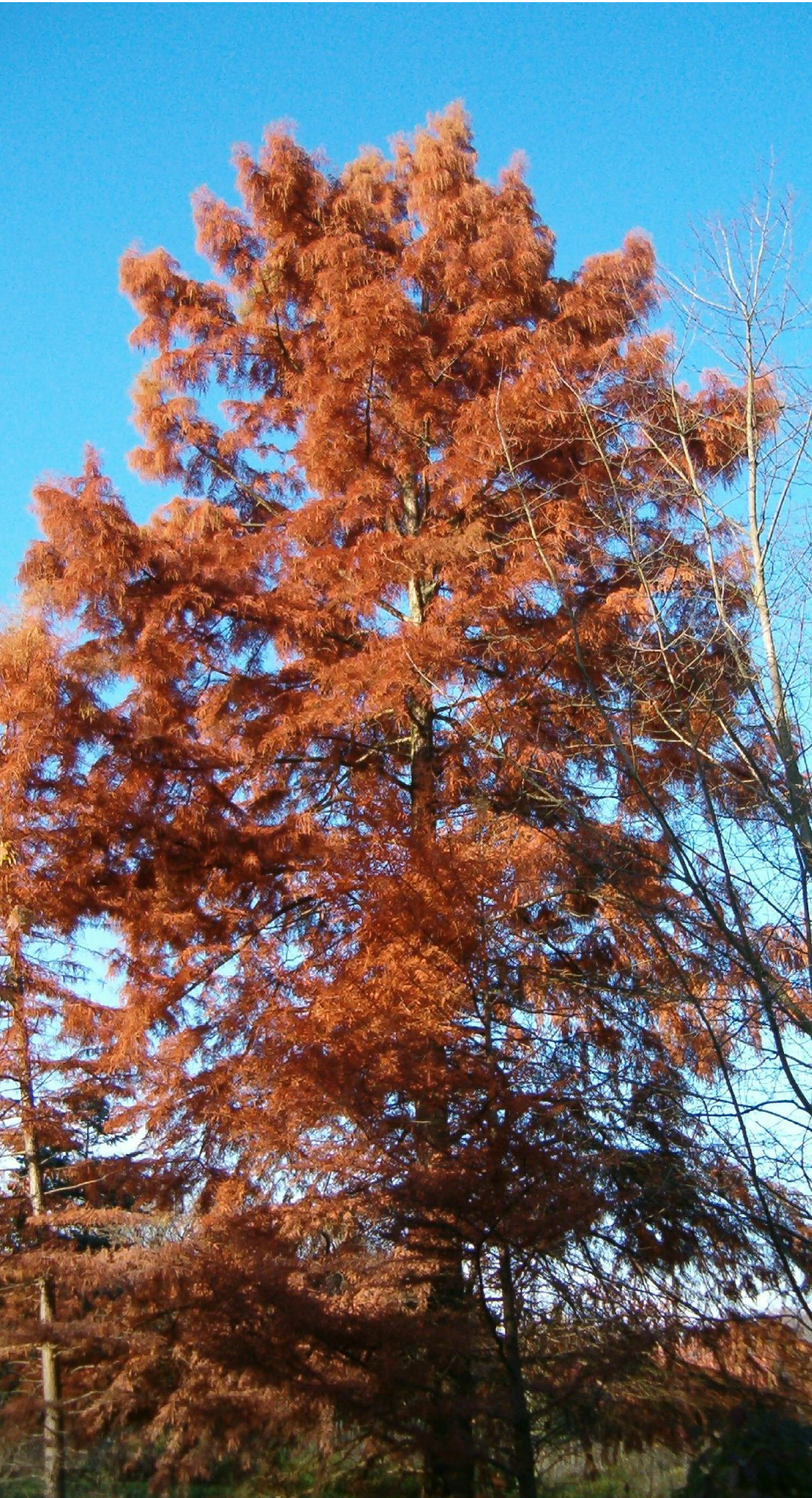
Őszi lombszíne
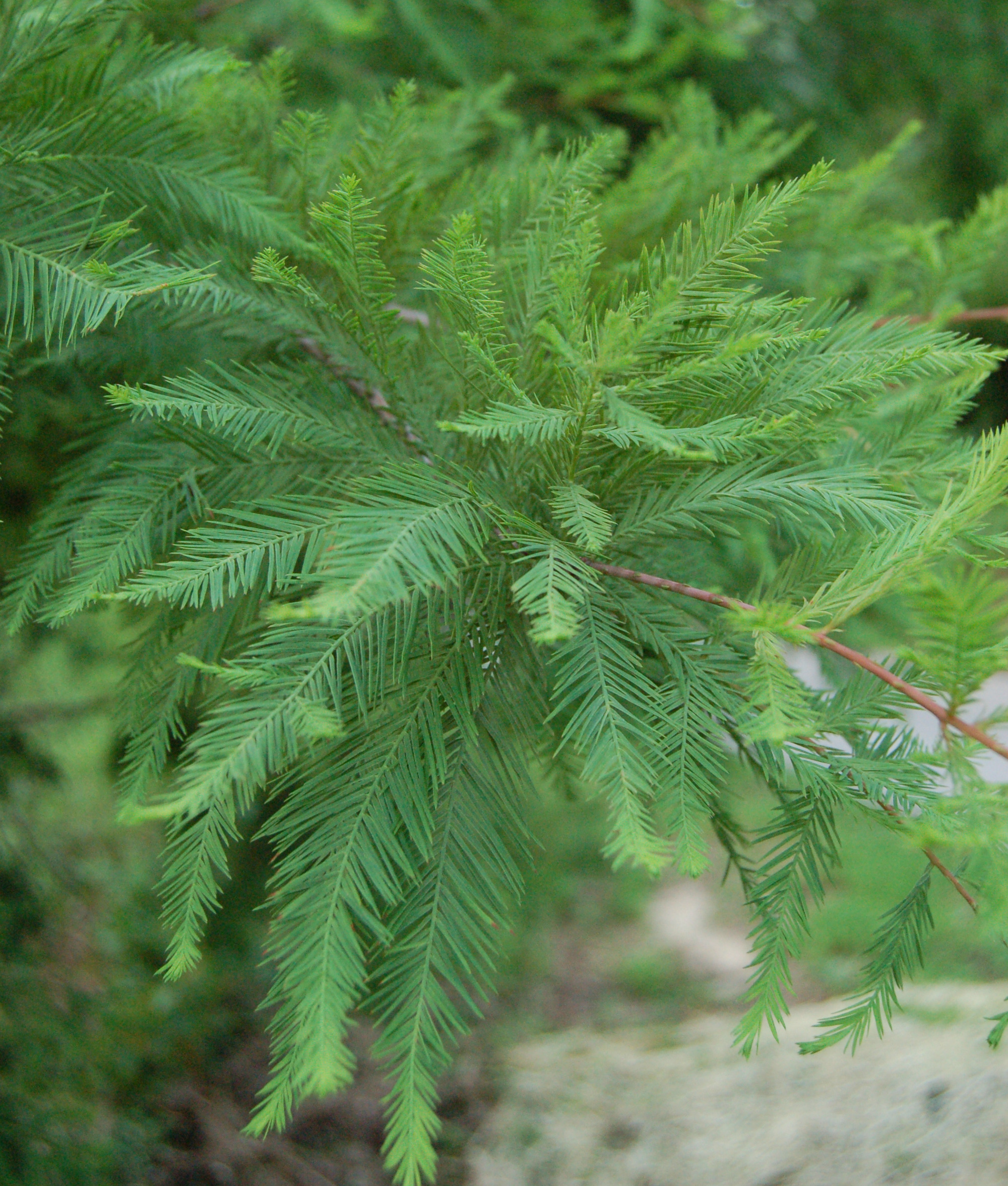
Hajtásai, levelei
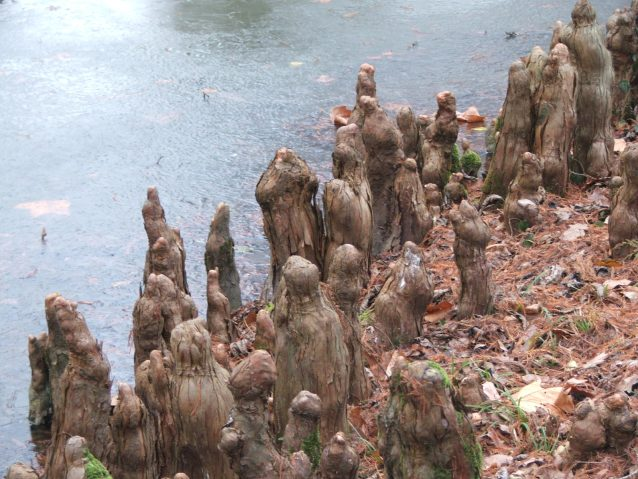
Mocsárciprus légzőgyökerei a vácrátóti botanikus kertben